# L'Idée d'Europe dans l'histoire
L'Idée d'Europe dans l'histoire est un essai historique de Jean-Baptiste Duroselle publié chez Denoël en 1965. L'ouvrage se concentre sur l'Europe vue par ses dirigeants politiques, sur les constructions de fait plutôt que sur les projets intellectuels ou sur la recherche de caractéristiques intrinsèques à l'Europe.

## Résumé
Introduction
L’histoire des idées appliquée à l’Europe a été abordée dans des études plus imposantes que cet essai, et Duroselle cite en particulier Heinz Gollwitzer (Europabild und Europagedanke, 1951), Denis de Rougemont (Vingt-huit siècles d’Europe) et surtout Carlo Curcio (Europa, Storia di un’idea, 1958) qu’il considère comme un « guide » en la matière [p. 282].
Duroselle insiste sur la discontinuité des conceptions de l’Europe, contre l’idée d’une lente croissance organique. Les projets d’intellectuels n’ont souvent été que des utopies tant que les puissances politiques ne les prenaient pas en charge ; c’est donc surtout dans les états de faits produits par le jeu politique qu’on aura l’idée la plus juste de ce que fut l’Europe. L’union européenne en formation au moment de la publication de l’essai, en 1965, n’est pas un aboutissement logique, mais un acte volontariste et novateur.
1. La découverte de l’Europe par les Anciens
L’Europe est dans l’Antiquité grecque une simple notion géographique, par opposition à l’Afrique et l’Asie, avec un faible contenu culturel (Asie despotique contre Europe libre) et sans contenu politique. L’Empire romain est centré, lui, sur la Méditerranée.
2. De la « Respublica Romana » à la « Respublica Christiana » (du Ve au XIe siècle)
Après la rupture avec l’Empire romain d’orient et face aux attaques arabes, l’Europe se « cantonne » sur les territoires du nord de la Méditerranée et autour de la foi chrétienne. Avec Charlemagne, l’idée d’un Empire d’Occident, chrétien et européen, s’impose de nouveau.
3. Le déclin de la « Respublica Christiana » et la montée des États (XIe au XVe siècle)
Le rêve d’un empire universel disparaît de fait, tandis que les États émergent, où les souverains sont seul maître et juge. Le mot « Europe » connaît alors une quasi-disparition.
4. De la chrétienté à l’Europe (XVIe au XVIIe siècle)
La contre-offensive contre l’Empire ottoman aurait pu unir les États européens dans une nouvelle Europe chrétienne, mais ça ne fut pas le cas : l’expansion continue des pays européens ne se fait pas seulement contre les Turcs, mais dans les nouveaux mondes. Les problèmes intérieurs, guerres de religion et guerres récurrentes entre États, permettent le développement de nombreux projets intellectuels d’Europe unie ou de droit international.
5. L’Europe du XVIIIe siècle. Cosmopolitisme et nationalisme
Le concert européen se double d’une communauté intellectuelle, véhiculée par le français, et du sentiment d’une appartenance culturelle : « Les Européens chrétiens sont ce qu’étaient les Grecs : ils se font la guerre entre eux, mais ils conservent dans ces dissensions tant de bienséance… que souvent un Français, un Anglais, un Allemand qui se rencontrent paraissent être nés dans la même ville » (Discours préliminaire sur le poème de Fontenoy, 1745). Les Européens ont confiance dans la civilisation, avec le contrepoint du bon sauvage, et la Russie fait son entrée dans l’ensemble européen.
6. La révolution française. Europe du droit des peuples ou Europe de l’hégémonie
Avec la Révolution des principes français et anglais du « droit des peuples à disposer d’eux-mêmes » et de la « self determination » et, en germe, le patriotisme qui mènera au nationalisme. Les conquêtes de la Révolution, d’abord interdites, se font au nom de la libération des peuples opprimés, mais se distingue finalement peu d’une guerre classique d’extension du territoire national.
7. La tentative napoléonienne d’unification européenne
Démêler le but des conquêtes de Napoléon se heurte aux diverses versions qu’a données le personnage lui-même, et est en fait une théorie s’adaptant aux réalités géopolitiques que ses conquêtes et les ligues qu’il affrontait créaient et créant un regroupement des États par blocs. Y domine la volonté d’une Europe hégémonique, « accident » historique qui n’aura de suite qu’avec Hitler.
8. L’Europe de la sainte-alliance
La Sainte-Alliance ne fonctionne pas comme un organisme constitué : on parvient à cette formule au moment du traité de Vienne de 1815 qui visait le démembrement des conquêtes napoléoniennes par les puissances. En fin de compte, l’action commune contre un État qui mettrait à mal l’équilibre est peu mise en pratique, et les réunions sont rarement celles des chefs d’État européens, mais plutôt celles d’une diplomatie classique. La Sainte Alliance fonctionne donc comme symbole des autorités conservatrices-monarchiques.
9. L’essor des nations
Il y a une violence induite par les nationalismes (par exemple pour les questions de minorités) ; d’où l’idée qui germe -  par exemple chez le nationaliste Mazzini, qui veut unifier les mouvements romantiques en un mouvement « Jeune Europe » -  d’un accomplissement des génies nationaux puis de leur unification en une Europe des nations. L’idée d’États-Unis d’Europe – le mot apparaît en 1847 – est marginale. Face à un Bismarck de la lutte des nations, Napoléon III emploie ce mot, mais sans conviction, quoique son unification libre échangiste de l’économie européenne ait été d’un grand poids. À l’Est, la Russie s’éloigne de ces projets, la classe intellectuelle se persuadant tranquillement que la Russie va sauver, c’est-à-dire subjuguer- l’Europe décadente.
10. Le dépérissement de la vieille Europe et la marche vers la guerre (1871-1914)
Bismarck et son réalisme cynique (loi de la nation à l’armée la plus forte, l’Europe notion géographique) brise l’idée d’un concert des nations et d’un équilibre convenu ; désormais il y a des blocs d’alliance permanente prêts à en découdre qui établissent un équilibre de fait mais rendu instable par la course aux armements. La question coloniale reproduit hors d’Europe les principes de l’équilibre européen (« concert », États-tampons, compensations) mais n’est pas déterminante dans l’idée d’Europe. Entre nationalistes et internationalistes, l’Europe s’affaiblit idéologiquement.
11. L’Europe de Versailles
Wilson veut imposer ses vues internationalistes, Clemenceau lui oppose une Europe du droit fondée sur la sécurité, Orlando ne songe qu’à l’Italie et Lloyd George à assurer une Europe continentale sans hégémonie (française). Par rapport à 1815, il n’y a plus d’Empire ottoman et d’Empire autrichien, et les décisions sont prises par les vainqueurs, ce qui exclut l’idée de concert : l’Allemagne et l’URSS sont exclues, et le Sénat américain se disjoint du consensus en ne signant pas le traité, refusant la caution internationale à la gestion de l’Europe.
Briand propose en 1929 une « sorte de lien fédéral » pour l’Europe ; c’est la 1re fois qu’une telle demande est faite à l’échelon gouvernemental. Seules la Yougoslavie et la Bulgarie acceptent le projet. Les autres critiquent l’atteinte à la souveraineté, l’influence déstabilisante de cette union contre la SDN, la lourdeur de l’administration à créer, le primat du politique sur l’union économique, absence de la Turquie et de l’URSS, abandon du lien aux colonies.
Chez les intellectuels dominent le pessimisme et l’idée de déclin. Les piliers de l’Europe (selon Valéry les institutions et les lois de Rome, l’introspection du christianisme et la mesure de l’homme grecque) sont menacés par les dictatures.
12. Hitler ou l’Europe esclave
Le projet d’Hitler est véritablement européen, mais fondé sur la force. Il veut créer le noyau d’une Kultur en Allemagne et dans son espace vital (terres de colonisation et de matières premières, qui éviteraient les vagues d’immigration (aux États-Unis) qui avaient affaibli le sang allemand), puis s’arrêter à l’Oural où il construirait des limes contre les « peaux rouges ». Les colonies extra-européennes ne l’intéressent pas et seraient sous-traitées par les États auxiliaires (France, Grande-Bretagne…).
La résistance a eu des tendances fédéralistes, mais la scission communistes/non-communistes empêchait toute projection sérieuse. Quant à Roosevelt et Churchill, ils cherchent essentiellement la victoire, sans réfléchir à l’après.
Conclusion
Difficile de définir l’Europe par sa géographie, puisque les Grecs ont parlé d’Europe car ils ignoraient qu’elle était rattachée à l’Asie ou par ses caractéristiques, son caractère. L’Europe a trouvé son unité par 4 types de processus : unité selon un principe (la respublica christiana de Charlemagne), unité par la force (Napoléon, Hitler), unité dans la diversité (concert et Europe des nations), unité par accord réciproque (idée fédérale). Avec la reconstruction voulue par le plan Marshall, « l’idée féconde de l’Europe » peut à nouveau se développer.